# Gerard Reynst
Gerard Reynst of Gerrit Reynst (Amsterdam, ca. 1568 - Jacatra, 7 december 1615) was een Nederlandse koopman, reder en bewindhebber, die in 1614 gouverneur-generaal van de Vereenigde Oostindische Compagnie (VOC) werd. Hij stamde uit het patriciërgeslacht Reijnst.

## Familie
Over zijn vroege jaren is niet veel bekend, behalve dat hij in de Nieuwebrugsteeg is opgegroeid en vier broers had, Reijnst, Harman, Syvert en Jan, en twee zussen. Zijn vader Pieter was askoper en zeepzieder. In 1588 trouwde Gerard Reynst in Haarlem met Margrieta Nicquet, de zuster van Jacques Nicquet. Behalve de jongste zijn hun kinderen gedoopt in de Oude Kerk. Hij kocht in dat jaar ook een huis van zijn broer Reynst Pietersz., gelegen op de zuidhoek van Kloveniersburgwal en de Bethaniënstraat. Reynst zou nog meer bouwpercelen en huizen kopen, onder andere tegenover Vlooienburg, aan de Prinsengracht en in de Jordaan.

## Loopbaan

### Reis naar Oost-Indië
Gerard Reynst was een aanzienlijk koopman en reder. In 1599 werd hij medeoprichter en bewindhebber van de Brabantsche Compagnie, een voorcompagnie die in 1600 overging in de Vereenighde Compagnie van Amsterdam, waar hij ook bewindhebber van werd. Bij de oprichting van de VOC werd hij bewindhebber van de VOC-Kamer Amsterdam. Reynst legde 12.000 gulden in, maar tekende voor nog drie anderen. In september 1607 eisten Jacques Nicquet en Gerard Reynst dat de VOC over zou gaan tot uitkering van dividend.
Op 20 februari 1613 werd Reynst officieel benoemd tot gouverneur-generaal. Dat was op voordelige voorwaarden en hij werd vóór zijn vertrek met eerbewijzen overladen. Op 11 mei ontving hij van de Staten-Generaal een gouden ketting. Op aanwijzing van de Heren XVII was zijn doel het versterken van de positie van de VOC door militaire acties, met name de verovering van Pulu Ai om de Engelsen de voet dwars te zetten en het versterken van de verdediging van de Molukken tegen de Spanjaarden in Manilla. Ook moest in de Straat Malakka een vesting gesticht worden van waaruit de Portugezen bestreden konden worden. Op 2 juli 1613 vertrok hij met negen schepen naar Oost-Indië. Tweede man van de vloot was admiraal Steven van der Hagen. Na de dood van zijn vrouw liet hij zeven kinderen achter onder de hoede van zijn zwager en hun voogd Jacques Nicquet. Tijdens de zware heenreis beschuldigde hij vanuit Sierra Leone de toeleveraars van wijn en water van het aanleveren van slechte wijn, c.q. water in slechte vaten. Onderweg is een van de schepen met Pieter van den Broecke aan boord naar de Rode Zee gestuurd om handelsbetrekkingen in Mokka (Jemen) op te starten.
De zeereis duurde 1,5 jaar, twee keer langer dan normaal, zodat hij pas op 5 november 1614 in Bantam aankwam en de volgende dag het bewind van Pieter Both overnam. Op 14 november stelde hij zijn Raad van Indië samen. Die bestond uit Steven van der Hagen, Steven Doensen, Jasper Jansz., de met Reynst meegekomen jurist Cornelis Dedel en de directeur-generaal Jan Pieterszoon Coen.

### Gouverneur-generaal

#### Eerste handelingen

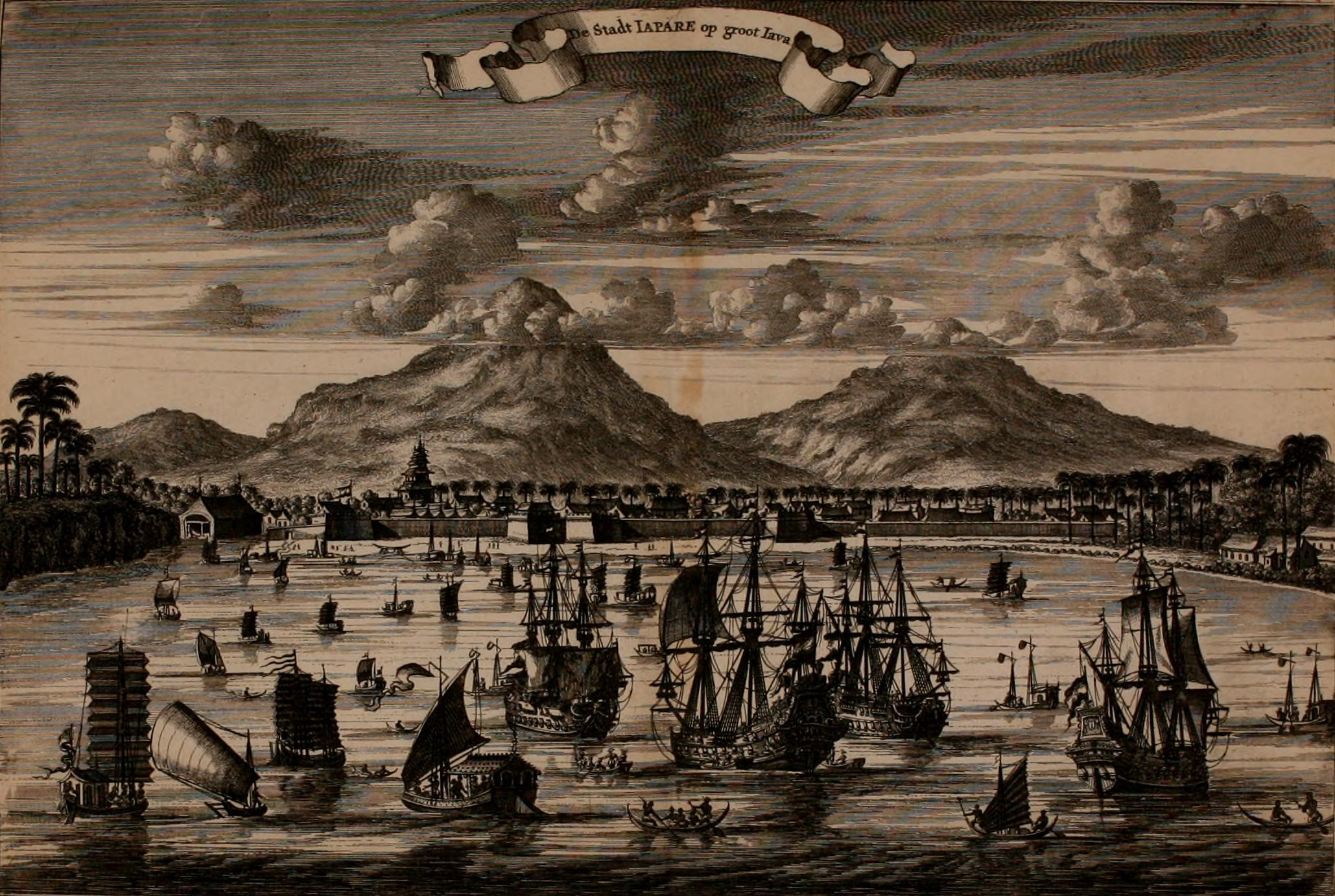
Japara, omstreeks 1650

Reynst had van de Heren XVII de opdracht gekregen de regering van het sultanaat Bantam er toe te bewegen de nieuw ingevoerde hoge tolrechten af te schaffen en de vroegere verstandhouding tussen de rijksbestuurder en de Nederlanders te herstellen. Op 10 december 1614 vertrok Reynst met een deel van zijn vloot naar Banda. Reynst zou zich gewapenderhand meester maken van het eiland Pulu Ai, waarna men hoopte de Banda-eilanden geheel te kunnen beheersen.  Op zijn reis daarheen bezocht hij de factorijen van de Compagnie in Jacatra en Japara.  Reynst vertrok van Japara over Amboina naar Banda, waar hij in maart 1615 vergezeld van elf schepen aankwam.
Nadat Reynst naar Banda was vertrokken zette Jan Pieterszoon Coen de strijd voort met de sultan van Bantam, Rana Mangala, door steeds van locatie te wisselen tussen Bantam en Jacatra, bouwend op de na-ijver die Rana Mangala koesterde tegen de pangerang van Jacatra. In 1615 waren de relaties tussen Bantam en Jacatra zo gespannen geworden dat er een oorlog op uitbarsten stond.

#### Expeditie naar Pulu Ai

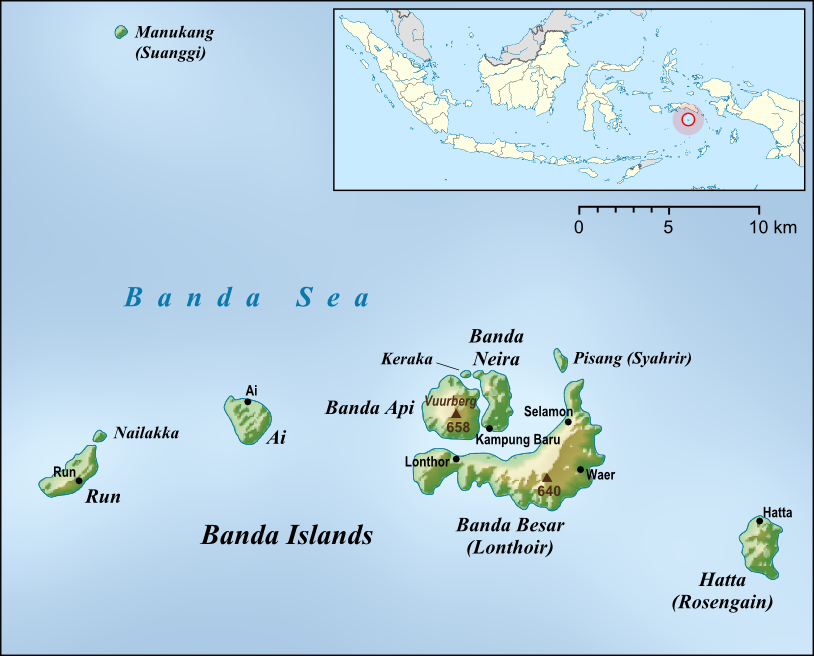
De Banda-eilanden

Kort vóór zijn komst waren op de rede van Banda Neira de Engelse schepen Concord en de Speedwell gearriveerd met het doel om handel op Banda Besar te drijven. Toen het schip van Reynst het anker liet vallen vertoonde zich een nieuw Engels schip, een pinas, Thomasine, met de agent van de Engelse Oost-Indische Compagnie te Makassar, George Cockayne en George Ball aan boord, die van de president van de Engelse loge in Bantam John Jourdain en zijn raad opdracht hadden gekregen om eerst Makassar en vervolgens alle plaatsen in de Molukken te bezetten waar zij specerijen konden verkrijgen. Het lag ook in de bedoeling zo snel mogelijk factorijen te stichten en het maakte daarbij niet uit of de bevolking van die plaatsen al in contact stond met de Nederlanders. De mededinging van de Engelsen begon aldus gevaarlijk te worden voor de Compagnie. Dat was ook omdat de Engelsen waar zij konden de haat en de afkeer tegen de Nederlanders opwekten of aanwakkerden. Dat laatste kostte weinig moeite omdat de voorwaarden waaronder de Compagnie de contracten gesloten of opgedrongen had - om alle specerijen voor langere of kortere tijd tegen vastgestelde prijzen door de inlandse bevolking uitsluitend aan haar te doen leveren - drukkend en oneerlijk waren. Door de toegenomen mededinging was de prijs der specerijen namelijk aanmerkelijk gestegen. De Compagnie wilde echter geen penning meer betalen dan bij contract bedongen was. De Nederlanders beriepen zich hierbij op de geschreven contracten en stonden formeel in hun recht. Zij handhaafden derhalve het monopoliestelsel met ijzeren hand. Hierdoor haatten de Bandanezen de Nederlanders en zagen zij de Engelsen als hun redders. De Engelsen waren bereid een hogere prijs te betalen omdat zij geen forten en garnizoenen hadden te onderhouden.

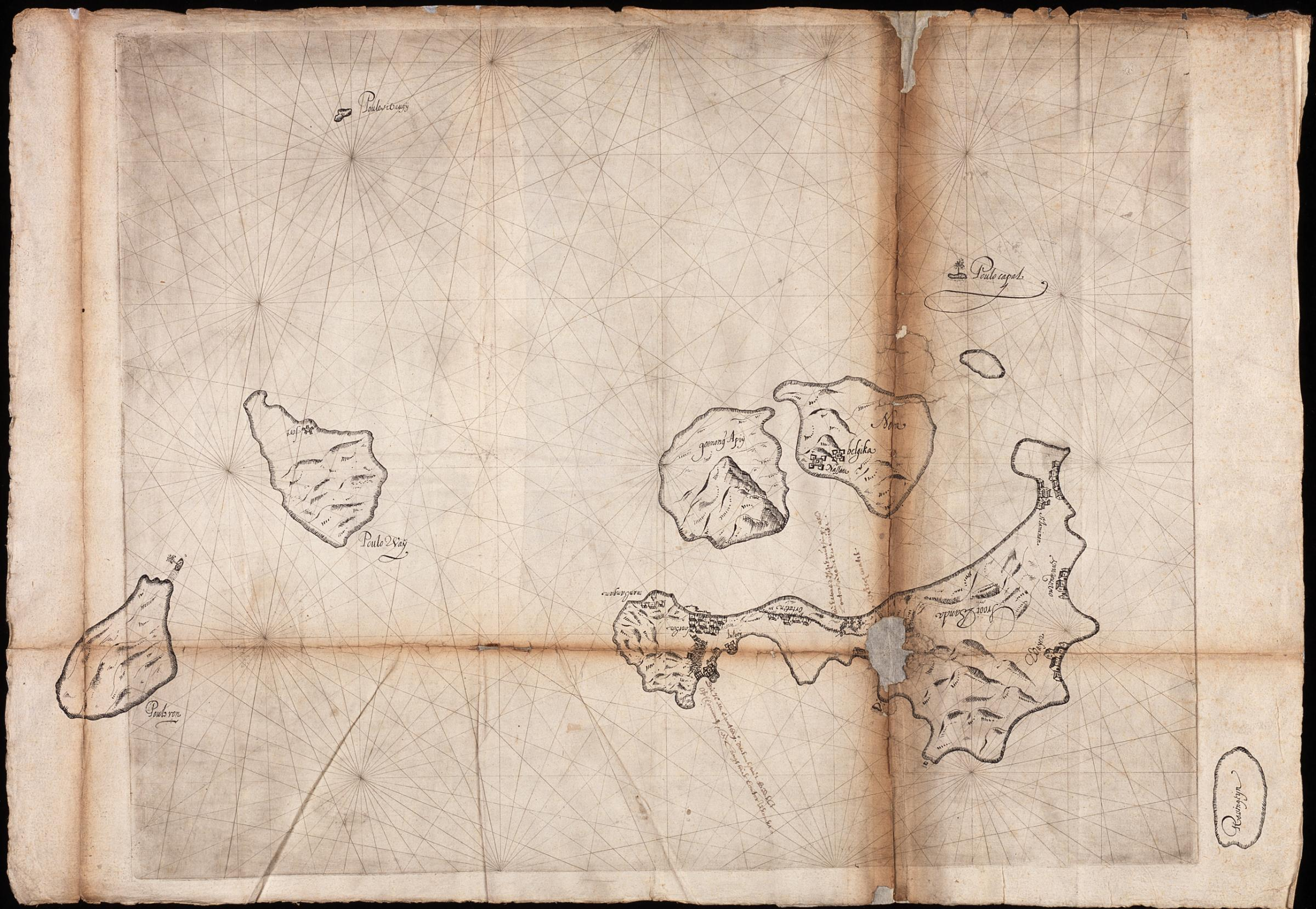
De Banda eilanden op een kaart van ca. 1623.

De schepen Concord en de Thomasine wisten hun doel op Neira niet te bereiken en vertrokken naar het eiland Ai; op deze vlucht werden zij achtervolgd door de Nederlandse schepen, die een landing op Neira wisten te beletten. Het duurde echter nog tot twee maanden na de komst van Reynst te Neira voordat hij gereed was om Pulu Ai aan te vallen. De expeditie daarheen bestond uit 550 soldaten onder bevel van Adriaan van der Dussen, ingescheept aan boord van de Nassau, drie jachten, twee fregatten, een sloep en tien andere schepen. Nadat de schepen tot dicht onder een versterking op Pulu Ai genaderd waren werd er in de morgen van de 10de mei geland. De Bandanezen, die zich tussen de muur en de zee bevonden, werden achter de muur teruggedreven. Twee bolwerken werden bestormd en veroverd, ten koste van een aantal doden en gewonden. Wat er veroverd was was echter slechts een voorwerk, want achter de muur bevond zich een sterkte die onbestormbaar leek en de diverse bolwerken bestreek. In plaats van echter direct aan te vallen en gebruik te maken van het behaalde voordeel rustte men eerst uit van de vermoeienissen, waarop de vijand aanvallend begon op te treden. Enige met noten, foelie, rijst en manufacturen volgeladen pakhuizen werden in brand gestoken. De wind dreef de rook in het gezicht van de Nederlanders, die daarop de veroverde bolwerken prijsgaven en terugweken naar het strand. Een hevig geweervuur bezorgde hun vervolgens 27 doden en 170 gewonden. Op 14 mei belegde Reynst een vergadering aan boord van de Neptunes en werd na overweging besloten om met de resultaten tevreden te zijn, nu zo spoedig mogelijk naar Neira terug te keren en later een nieuwe poging te doen. Aldus scheepte men zich de derde dag van de expeditie weer in. Pulu Ai zou in maart 1616 alsnog veroverd worden door Jan Dircksz. Lam.

#### Overige verrichtingen
Kort daarop vertrok de in zijn plannen teleurgestelde Reynst naar Ceram, gelegen onder Amboina, waar hij de Engelsen, die van Pulu Ai daarheen waren getrokken en zich gevestigd hadden op Combello - een kleine versterkte plaats - en aldaar hun vlag hadden gehesen, beval te verhuizen omdat dit gebied tot het Nederlands grondgebied behoorde. De Heren XVII raadde hij aan om toestemming te verlenen om de Engelsen voortaan met geweld uit de Molukken te weren. Anders was het volgens hem: ‘hoe eer hoe beter de forten verlaten, de garnisoenen gelicht ende soo naer huys gecomen’.
Op zijn terugreis deed hij nog Ternate aan. Daar werd hij in juni goed ontvangen door sultan Mudafar. Vervolgens keerde hij terug naar Bantam. Van daar zond hij in oktober zes schepen naar de Straat van Malakka onder de vlag van admiraal Steven van der Hagen. Onder diens leiding werd de haven van Malakka aangevallen onder het vuur van vijandelijke batterijen. Twee Portugese galjoenen en een kraak werden veroverd. Ze waren onderdeel van een Spaans-Portugese armada uitgestuurd door de gouverneur van Manilla om een aanval op Java en de Molukken te doen. Dankzij de ongeplande preventieve aanval van Van der Hagen werd die nu afgeblazen.
Een deel van de voor Bantam verzamelde schepen zond Reynst terug naar de Molukken met de opdracht aan de gouverneur Laurens Reael om nogmaals een expeditie tegen Pulu Ai te ondernemen. Voordat Reynst de Molukken had verlaten had hij Steven Doensen naar Grissee en Japara gezonden met de opdracht om de vriendschapsbanden met de vorst van Mataram aan te halen en zo mogelijk een nieuwe en betere overeenkomst te sluiten. Tevens om het kantoor van Grissee naar Japara te verhuizen en aldaar een versterking te bouwen. Op 7 juli 1615 kwamen de Nederlandse gezanten te Japara aan, maar de Panembahan had toen nog niets gedaan om de Nederlanders van zijn goede bedoelingen te overtuigen. Uiteindelijk mislukte deze missie totaal en alle handel werd uiteindelijk naar Japara verplaatst, met de goedkeuring van Reynst. Het was hem wel gelukt een verdrag met de vorst van Indragiri aan de oostkust van Sumatra af te sluiten.
Intussen waren de dagen van Reynst geteld. Hij was al zwaar ziek toen hij te Jacatra de tijding ontving dat zijn zoon aan boord van De Witte Beer kort voor aankomst in Straat Soenda was overleden. Dit was een zware slag voor Reynst, die uiteindelijk aan dysenterie overleed. Het zou nog tot 16 juni 1616 duren tot de Raad van Indië in voldoende getale verenigd was om een nieuwe gouverneur-generaal te benoemen. Met een meerderheid van stemmen werd de gouverneur van de Molukken Laurens Reael gekozen.
Gouverneur-generaal van de VOC

Both · 
Gerard Reynst · 
Reael · 
Coen · 
Carpentier · 
Coen · 
Specx · 
Brouwer · 
Van Diemen · 
Van der Lijn · 
Carel Reyniersz · 
Maetsuycker · 
Rijcklof van Goens · 
Speelman · 
Camphuys · 
Van Outhoorn · 
Van Hoorn · 
Van Riebeeck · 
Van Swol · 
Zwaardecroon · 
De Haan · 
Durven · 
Van Cloon · 
Patras · 
Valckenier · 
Thedens · 
Van Imhoff · 
Mossel · 
Van der Parra · 
Van Riemsdijk · 
De Klerk · 
Alting

 

Gouverneur-generaal van staatswege

Van Overstraten · 
Siberg · 
Wiese · 
Daendels · 
(Britse interventie: Raffles en Fendall) · 
Van der Capellen · 
De Kock · 
Du Bus de Gisignies · 
Van den Bosch · 
Baud · 
De Eerens · 
Van Hogendorp · 
Merkus · 
Jan Reijnst · 
Rochussen · 
Duymaer van Twist · 
Pahud · 
Prins · 
Sloet van de Beele · 
Prins · 
Mijer · 
Loudon · 
Van Lansberge · 
s'Jacob · 
Van Rees · 
Pijnacker Hordijk · 
Van der Wijck · 
Rooseboom · 
Van Heutsz · 
Idenburg · 
Van Limburg Stirum · 
Fock · 
De Graeff · 
De Jonge · 
Tjarda van Starkenborgh Stachouwer
- Biografisch Portaal: 98598745
- Digitale Bibliotheek voor de Nederlandse Letteren: reyn024
- Nederlandse Thesaurus van Auteursnamen: 337175012
- Virtual International Authority File: 289903355